# Gens Voltinia
La gens Voltinia fu un'antichissima famiglia patrizia, esistente già ai tempi di Romolo, e probabilmente inclusa nelle cento gentes originarie ricordate dallo storico Tito Livio. Secondo l'illustre studioso Theodor Mommsen l'antichità di questa famiglia si deduce dal fatto che essa diede il nome ad una delle antiche Tribù Rustiche, l'omonima Tribù Voltinia.
Poiché in epoca storica si trovano esponenti della Gens Voltinia soltanto di ceto plebeo, il Mommsen ritiene che la famiglia patrizia originaria si fosse estinta precocemente, lasciando tuttavia il nome alla propria Tribù, divenuta nel 495 a.C. una delle prime 16 Tribù Rustiche.
Le notizie storiche relative alla Tribù Voltinia sono piuttosto scarse: sappiamo che con la progressiva espansione di Roma a questa tribù vennero ascritti vari territori italici e provinciali, tra i quali località vicine a Roma, come Castro Nuovo sulla Via Aurelia e Lucus Feroniae, ma anche parecchie località sannite, fra cui Aufidena.